# Sammichele di Bari
Sammichele di Bari är en ort och kommun i storstadsregionen Bari, innan 2015 provinsen Bari, i regionen Apulien i Italien. Kommunen hade 6 454 invånare (2017).